# كراتيكيولا
كراتيكيولا (بالإنجليزية: Craticula) هو أجناس من الدياتوم الذي يكمن على أو يتواجد في الطبقات العليا من الرواسب من المياه العذبة إلى بيئات المياه المالحة التي يعيش فيها. وبالإضافة للشكل الظاهري «للطبقة الخارجية للدياتومات»، فإن هذا الجنس يختلف عن الأنواع وثيقة الصلة به عن طريق التكاثر الجنسي والحركة كاستجابة للمؤثرات الضوئية.